# Ivana Rádlová
Ivana Rádlová (* 12. Juni 1968) ist eine ehemalige tschechoslowakische Skilangläuferin.
Rádlová belegte bei den Weltmeisterschaften 1987 in Oberstdorf den 42. Platz über 10 km klassisch, den 27. Rang über 20 km Freistil und den neunten Platz mit der Staffel. Im selben Jahr wurde sie bei den tschechoslowakischen Meisterschaften Dritte über 20 km. Im folgenden Jahr lief sie bei den Olympischen Winterspielen in Calgary auf den 38. Platz über 5 km klassisch, auf den 34. Rang über 20 km Freistil und auf den siebten Platz mit der Staffel.